# The Voice Kids (Flandre)
Pour les articles homonymes, voir The Voice Kids.
The Voice Kids  est une émission de télévision belge de télé-crochet musicale diffusée en télévision sur VTM depuis le 5 septembre 2014.
Le format est adapté de l'émission musicale néerlandaise The Voice of Holland, créée par John de Mol, fondateur d'Endemol. Format réservé aux enfants âgés de 8 à 14 ans.

## Participants
| Coachs | Coachs            | Nb. de victoire(s) | Nb. de saisons | Saison | Saison | Saison | Saison | Saison | Saison | Saison | Saison |
| Coachs | Coachs            | Nb. de victoire(s) | Nb. de saisons | 1      | 2      | 3      | 4      | 5      | 6      | 7      |        |
| ------ | ----------------- | ------------------ | -------------- | ------ | ------ | ------ | ------ | ------ | ------ | ------ | ------ |
|        | Sean Dhondt       | 1                  | 5              |        |        |        |        |        |        |        |        |
|        | Natalia Druyts    | 1                  | 2              |        |        |        |        |        |        |        |        |
|        | Regi Penxten      | 0                  | 1              |        |        |        |        |        |        |        |        |
|        | Slongs Dievanongs | 1                  | 1              |        |        |        |        |        |        |        |        |
|        | Josje             | 1                  | 1              |        |        |        |        |        |        |        |        |
|        | Laura Tesoro      | 0                  | 5              |        |        |        |        |        |        |        |        |
|        | Gers Pardoel      | 1                  | 2              |        |        |        |        |        |        |        |        |
|        | K3                | 0                  | 3              |        |        |        |        |        |        |        |        |
|        | Duncan Laurence   | 1                  | 1              |        |        |        |        |        |        |        |        |
|        | Metejoor          | 0                  | 2              |        |        |        |        |        |        |        |        |
|        | Coely             | 0                  | 1              |        |        |        |        |        |        |        |        |
|        | Pommelien Thijs   | 1                  | 1              |        |        |        |        |        |        |        |        |

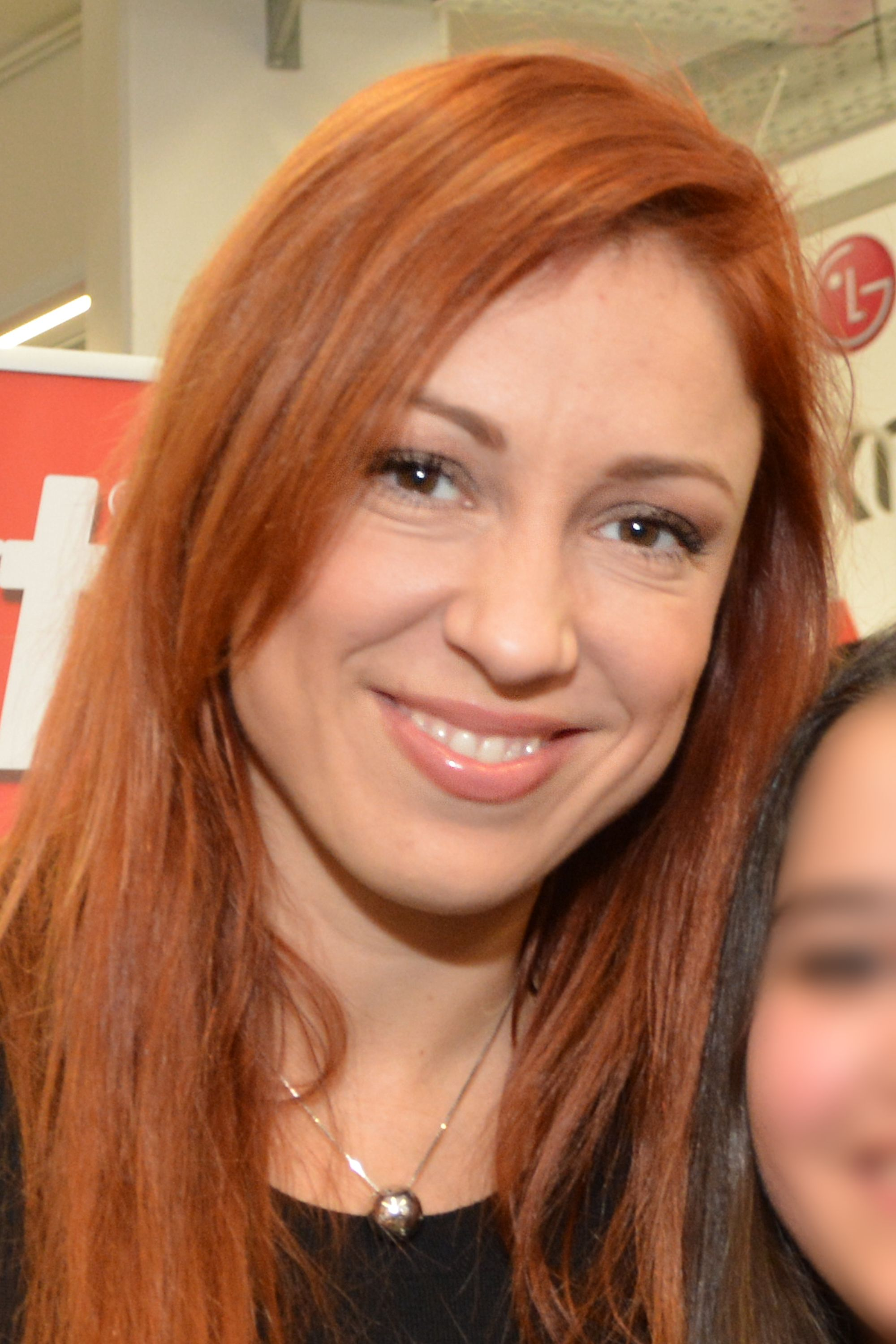
Natalia Druyts (1-2)
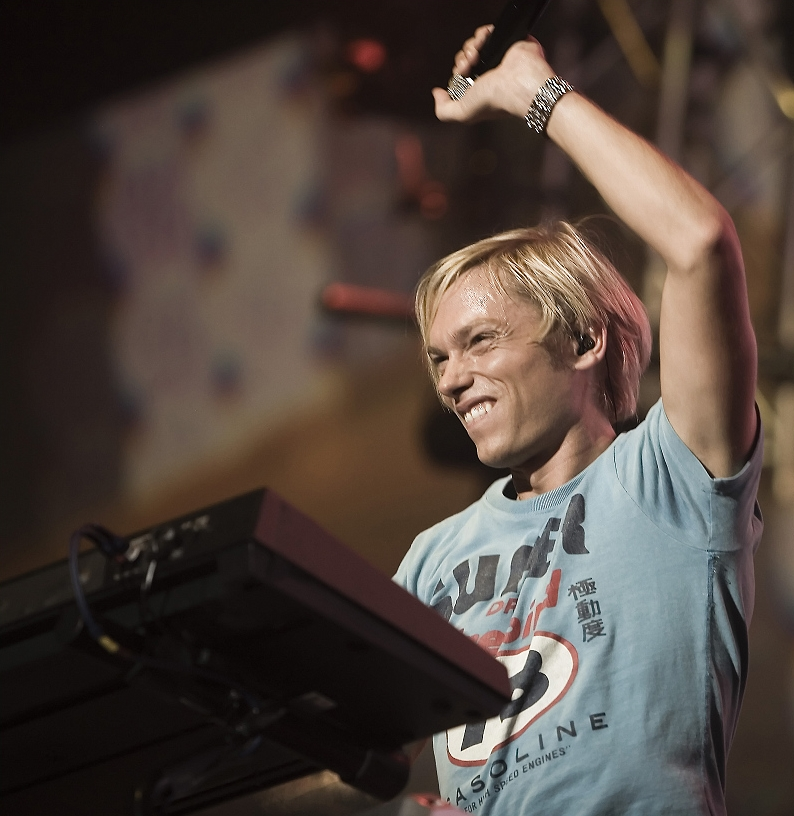
Regi Penxten (1)
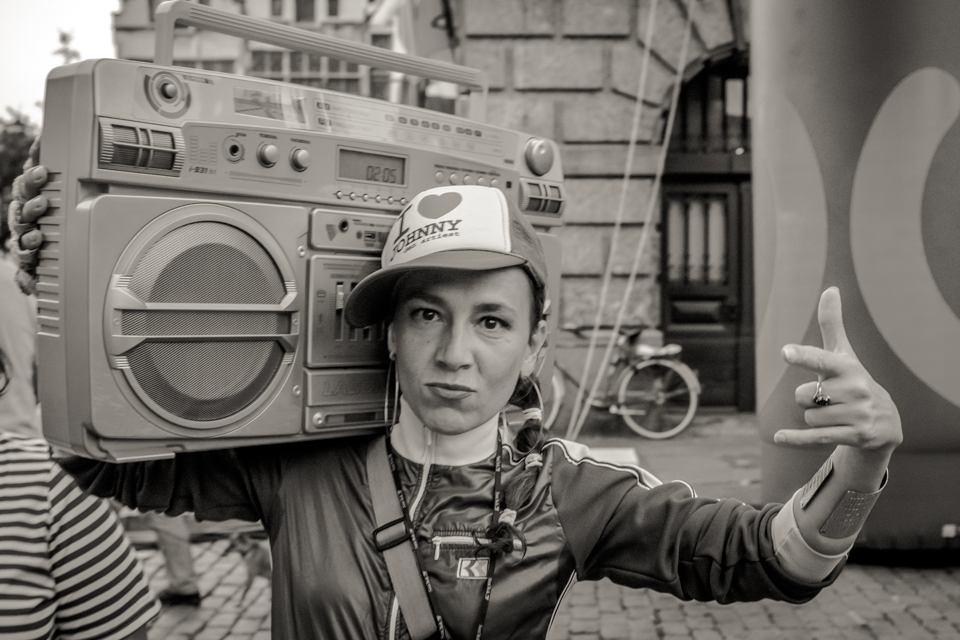
Slongs Dievanongs (2)
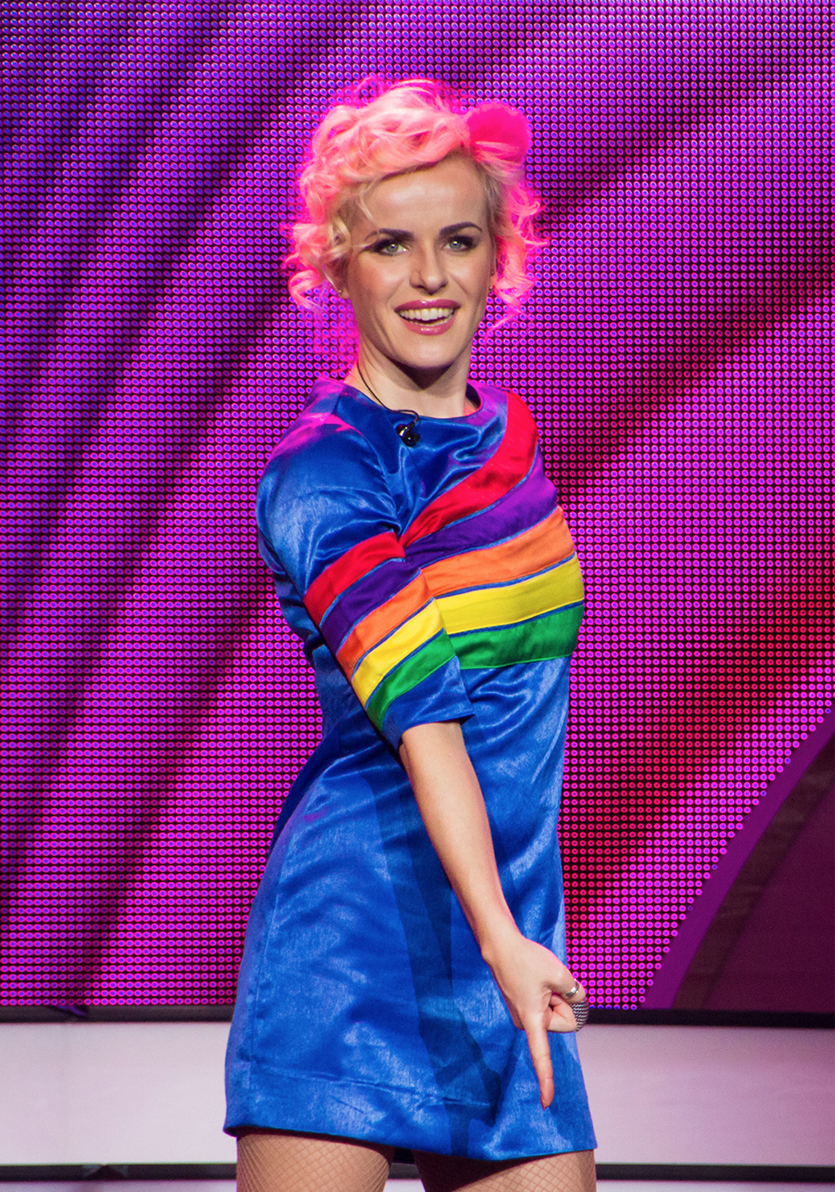
Josje Huisman (3)
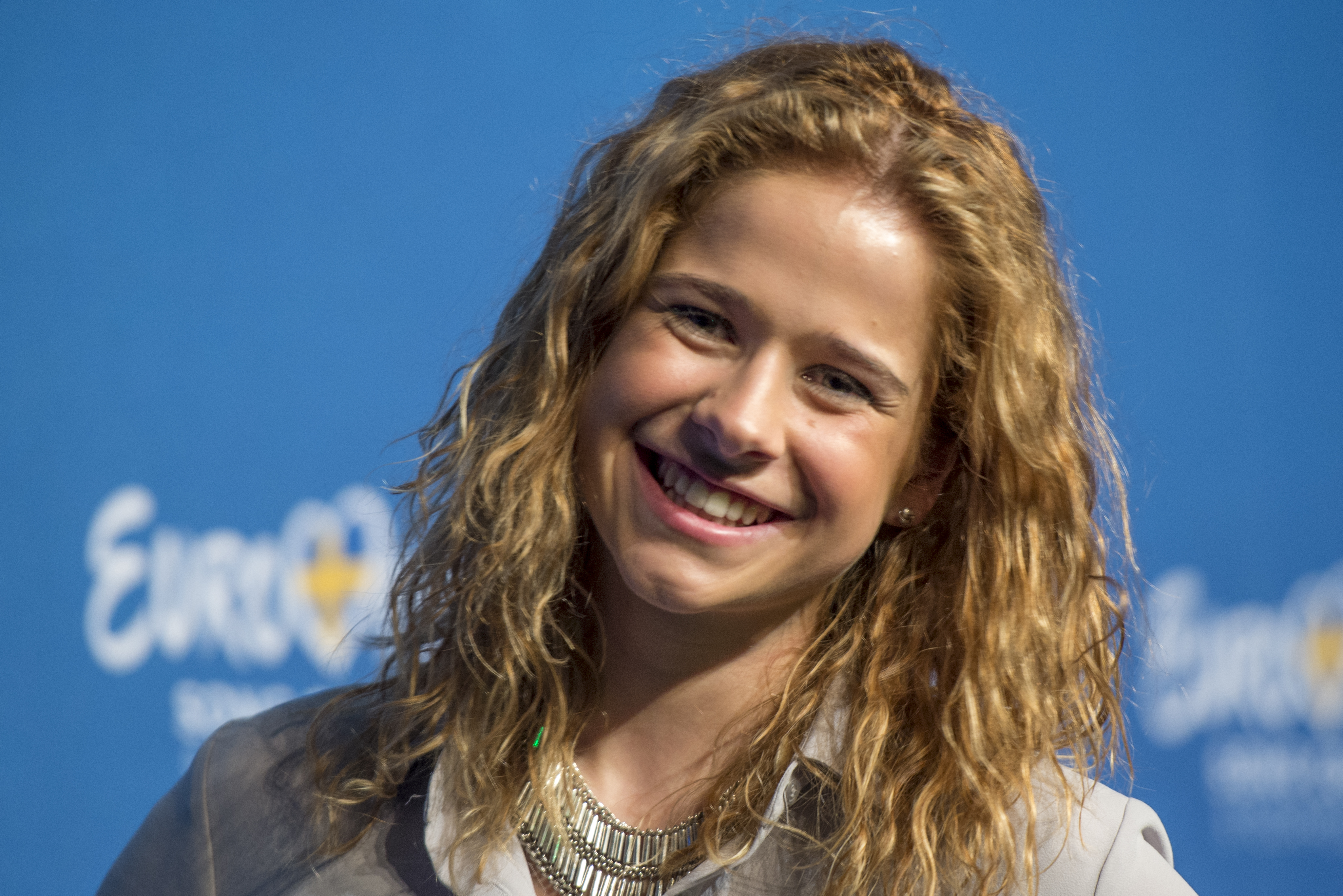
Laura Tesoro (3-)
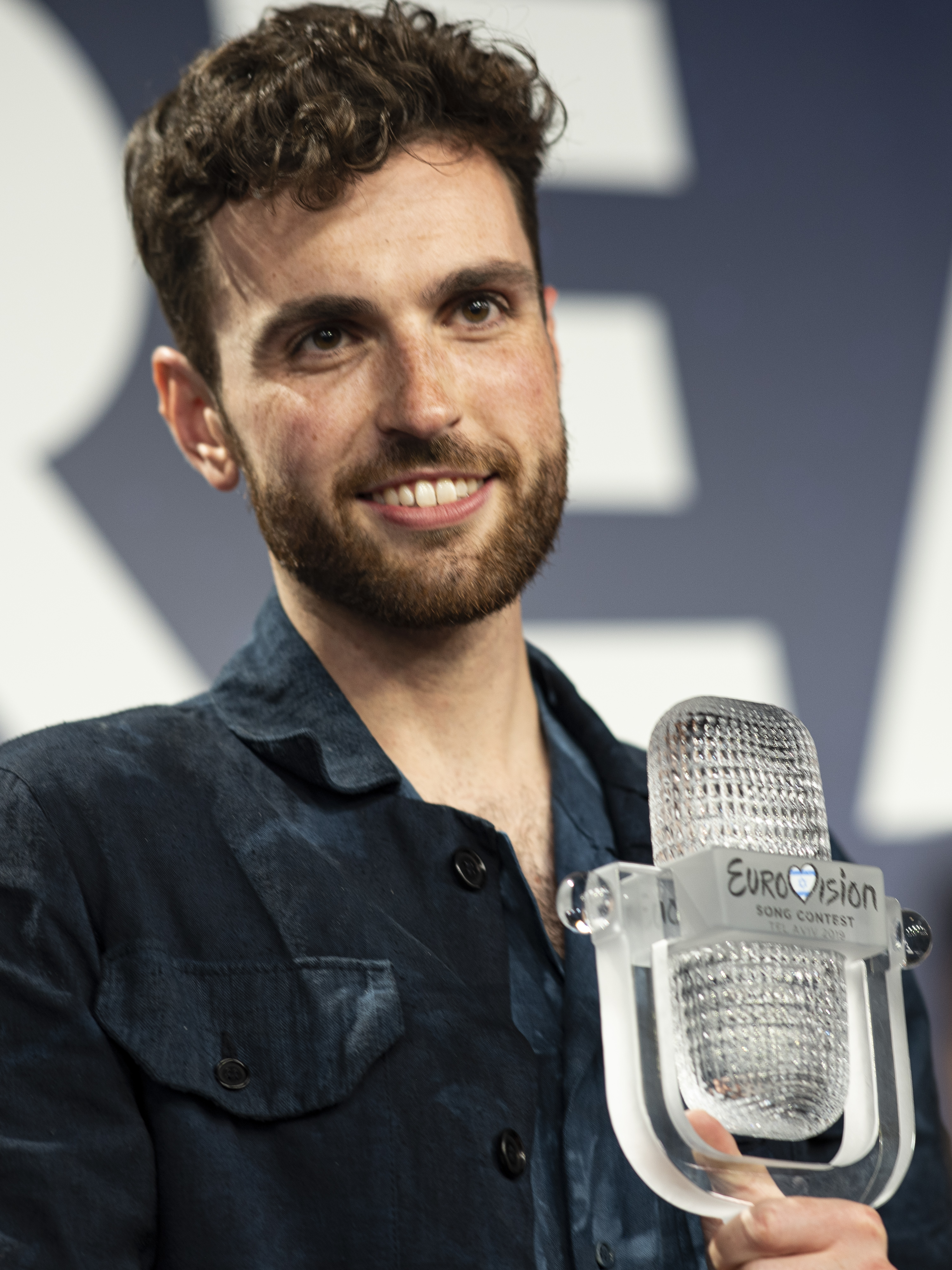
Duncan Laurence (6)
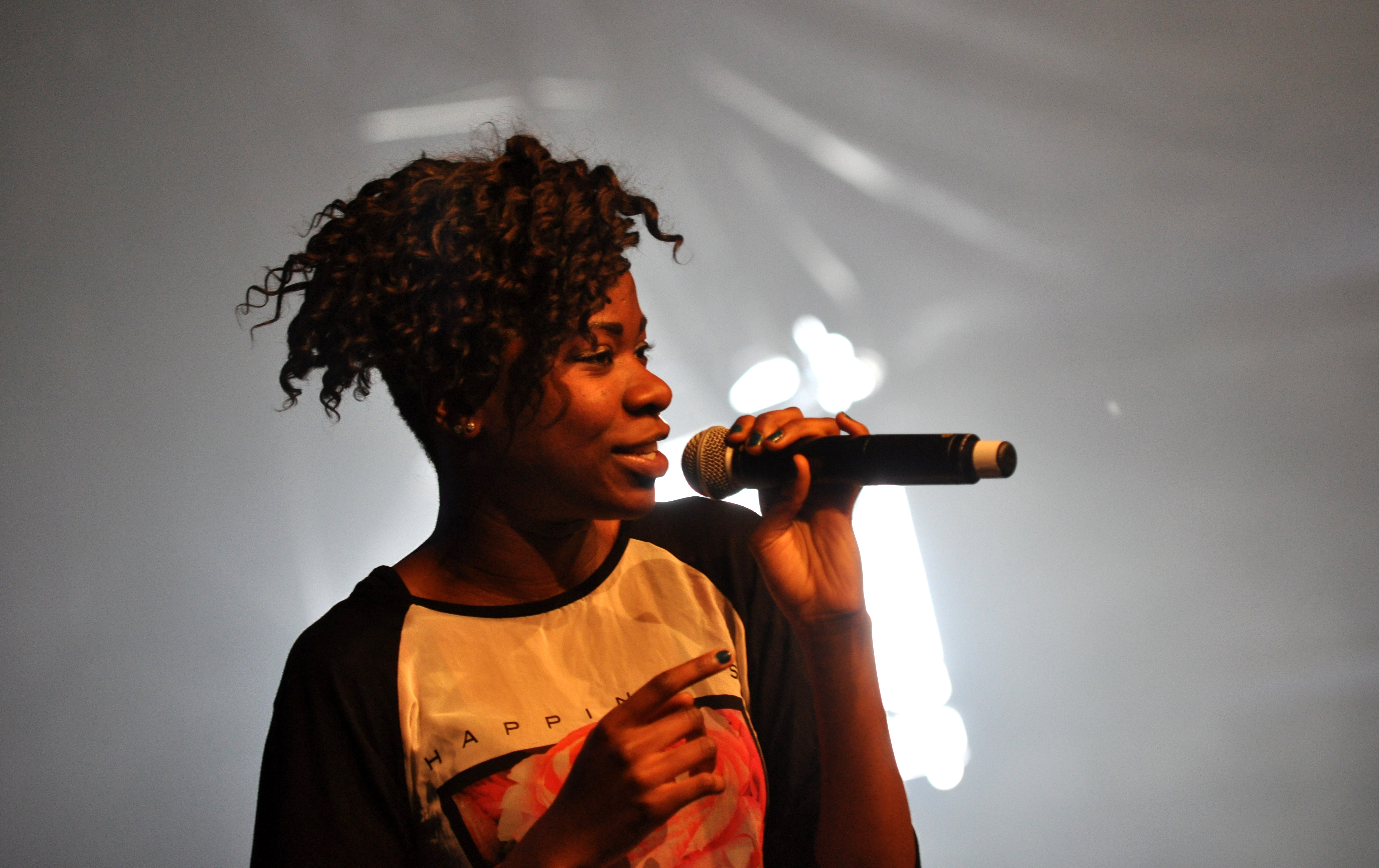
Coely (7-)

### Résumé des saisons
- Équipe Nathalia
- Équipe Regi
- Équipe Sean
- Équipe Slong
- Équipe Josje
- Équipe Laura

- Équipe Gers
- Équipe K3
- Équipe Duncan
- Équipe Metejoor
- Équipe Coely
- Équipe  Pommelien

| Saison | Chaîne | Première          | Finale            | Vainqueur               | Deuxième               | Troisième         | Quatrième                                             | Coach gagnant     | Présentateurs   | Présentateurs   | Présentateurs   | Ordre des chaises des coachs | Ordre des chaises des coachs | Ordre des chaises des coachs | Ordre des chaises des coachs                  |
| Saison | Chaîne | Première          | Finale            | Vainqueur               | Deuxième               | Troisième         | Quatrième                                             | Coach gagnant     | Principal       | Principal       | Coulisses       | 1                            | 2                            | 3                            | 4                                             |
| ------ | ------ | ----------------- | ----------------- | ----------------------- | ---------------------- | ----------------- | ----------------------------------------------------- | ----------------- | --------------- | --------------- | --------------- | ---------------------------- | ---------------------------- | ---------------------------- | --------------------------------------------- |
| 1      | VTM    | 5 septembre 2014  | 24 octobre 2014   | Mentissa Aziza          | Fiona Verbrugghe       | Jens Broes        | Des saisons 1 a 3, il n'y avait que trois finalistes. | Natalia Druyts    | An Lemmens      | An Lemmens      | An Lemmens      | Sean                         | Natalia                      | Regi                         | Des saisons 1 à 3, il n'y a que trois coachs. |
| 2      | VTM    | 20 novembre 2015  | 8 janvier 2015    | Jens Dolleslaeghers     | Jasmine McGuinness     | Josefien Derijcke | Des saisons 1 a 3, il n'y avait que trois finalistes. | Slongs Dievanongs | An Lemmens      | NC              | Kürt Rogiers    | Natalia                      | Sean                         | Slongs                       | Des saisons 1 à 3, il n'y a que trois coachs. |
| 3      | VTM    | 14 avril 2017     | 2 juin 2017       | Katarina Pohlodkova     | Tim Bostoen            | Robin Jonckheere  | Des saisons 1 a 3, il n'y avait que trois finalistes. | Josje Huisman     | An Lemmens      | NC              | Kürt Rogiers    | Laura                        | Sean                         | Josje                        | Des saisons 1 à 3, il n'y a que trois coachs. |
| 4      | VTM    | 14 septembre 2018 | 23 novembre 2018  | Jade De Rijcke          | Elisabeth Vergauwe     | Emma Franssens    | Maëlle Moquet                                         | Gers Pardoel      | An Lemmens      | NC              | Sieg De Doncker | Gers                         | Laura                        | Sean                         | K3                                            |
| 5      | VTM    | 7 février 2020    | 11 septembre 2020 | Gala Aliaj              | Veronika Bikarova      | Max Atzmon        | Mette-Marie Maes                                      | Sean Dhondt       | An Lemmens      | NC              | Sieg De Doncker | Gers                         | Laura                        | Sean                         | K3                                            |
| 6      | VTM    | 25 mars 2022      | 27 mai 2022       | Karista Khan            | Gloria                 | Sien van Glabeke  | Marie-Émilie                                          | Duncan Laurence   | An Lemmens      | Koen Wauters    | Maksim Stojanac | Metejoor                     | Laura                        | Duncan                       | K3                                            |
| 7      | VTM    | 15 septembre 2023 | 24 novembre 2023  | Sikudhani Wangui Mbugua | Miriam Owusu- Banahene | Sofian Hachana    | Ines Hanin                                            | Pommelien Thijs   | Aaron Blommaert | Aaron Blommaert | Aaron Blommaert | Laura                        | Coely                        | Metejoor                     | Pommelien                                     |
| 7      | VTM    | 15 septembre 2023 | 24 novembre 2023  | Sikudhani Wangui Mbugua | Miriam Owusu- Banahene | Sofian Hachana    | Ines Hanin                                            | Pommelien Thijs   | Nora Gharib     |                 |                 | Laura                        | Coely                        | Metejoor                     | Pommelien                                     |

## Palmarès
Les candidats par équipe ayant atteint les phases finales sont indiqués dans le tableau ci-dessous.
| Coachs            | Saison             | Saison              | Saison                 | Saison                | Saison            | Saison           |
| Coachs            | 1                  | 2                   | 3                      | 4                     | 5                 | 6                |
| ----------------- | ------------------ | ------------------- | ---------------------- | --------------------- | ----------------- | ---------------- |
| Sean Dhondt       | Jens Broes         | Jasmine McGuinness  | Tim Bostoen            | Elisabeth Vergauwe    | Gala Aliaj        | —                |
| Sean Dhondt       | Juliette Van Damme | Leeloo Gilbert      | Noralie Van Der Linden | Soraya Brigui         | Tiany Michiels    | —                |
| Natalia Druyts    | Mentissa Aziza     | Josefien Derijcke   | —                      | —                     | —                 | —                |
| Natalia Druyts    | Otice Dury         | Julie Tilborghs     | —                      | —                     | —                 | —                |
| Regi Penxten      | Fiona Verbrugghe   | —                   | —                      | —                     | —                 | —                |
| Regi Penxten      | Alessia De Simone  | —                   | —                      | —                     | —                 | —                |
| Slongs Dievanongs | —                  | Jens Dolleslaeghers | —                      | —                     | —                 | —                |
| Slongs Dievanongs | —                  | Anke Huysentruyt    | —                      | —                     | —                 | —                |
| Josje Huisman     | —                  | —                   | Katarina Pohlodkova    | —                     | —                 | —                |
| Josje Huisman     | —                  | —                   | Abobaker Rahman        | —                     | —                 | —                |
| Laura Tesoro      | —                  | —                   | Robin Jonckheere       | Emma Franssens        | Veronika Bikarova | Gloria           |
| Laura Tesoro      | —                  | —                   | Oona Caron             | Marilys Van der Hagen | Justin Degryse    | J.A.P            |
| K3                | —                  | —                   | —                      | Maelle Moquet         | Mette-Marie Maes  | Sien van Glabeke |
| K3                | —                  | —                   | —                      | Mary Arutunian        | Romina Pecceu     | Anne Dexters     |
| Gers Pardoel      | —                  | —                   | —                      | Jade De Rijcke        | Max Atzmon        | —                |
| Gers Pardoel      | —                  | —                   | —                      | Noa Claeys            | Sofia Stuyck      | —                |
| Metejoor          | —                  | —                   | —                      | —                     | —                 | Marie-Émilie     |
| Metejoor          | —                  | —                   | —                      | —                     | —                 | Jinthe Moens     |
| Duncan Laurence   | —                  | —                   | —                      | —                     | —                 | Karista Khan     |
| Duncan Laurence   | —                  | —                   | —                      | —                     | —                 | Lina Lasri       |

Légende
- Vainqueur
- Deuxième
- Troisième
- Quatrième
- — : Ne participe pas à la saison
- en gras : Finaliste